# George Duke
George Duke (San Rafael, 12 januari 1946 – Los Angeles, 5 augustus 2013) was een veelzijdig Amerikaans muzikant, vooral bekend als toetsenist, componist en producent. Hij speelde jazz, funk, r&b, alternatieve rock en aanverwante stijlen.

## Biografie
George Duke kreeg zijn eerste bekendheid met twee albums uit 1969 met de Franse violist Jean-Luc Ponty: The Jean-Luc Ponty Experience with the George Duke Trio en Live at Donte's. Hij maakte ruim dertig soloalbums maar is ook zeer bekend om zijn samenwerking met Frank Zappa, onder meer bij The Mothers of Invention. Hij speelde samen met onder anderen Harry Edison, Milton Nascimento, Airto Moreira en Jill Scott. Als producent werkte hij met zijn nicht Dianne Reeves, drummer Billy Cobham, Miles Davis en Al Jarreau.
Hij richtte in 2004 zijn eigen platenlabel (BPM Records, Big Piano Music) op.
Duke overleed op 67-jarige leeftijd in het St. John's Hospital in Los Angeles aan chronische leukemie en werd begraven op Forest Lawn Memorial Park (Hollywood Hills).
- Bibliothèque nationale de France: cb13893487j (data)
- CiNii: DA16524827
- Gemeinsame Normdatei: 134363159
- International Standard Name Identifier: 0000 0001 0801 2194
- Library of Congress Control Number: n84041042
- MusicBrainz: fd180bc2-7b01-4b07-9597-451e7383f1b4
- Nationale Bibliotheek van Tsjechië: ola2002158243
- Nationale Bibliotheek van Israël: 987007402233005171
- Nederlandse Thesaurus van Auteursnamen: 070451656
- LIBRIS: 328771
- Système universitaire de documentation: 156662132
- Virtual International Authority File: 66813228
- WorldCat: E39PBJkD8qRVrgRJHv87pYKw4q